# I masnadieri
I masnadieri (deutscher Titel: Die Räuber) ist eine Oper (Originalbezeichnung: „Melodramma tragico“) in vier Akten von Giuseppe Verdi auf ein Libretto von Andrea Maffei nach Schillers Drama Die Räuber. Die Oper wurde am 22. Juli 1847 in London unter der Stabführung Verdis uraufgeführt.

## Handlung

### Erster Akt

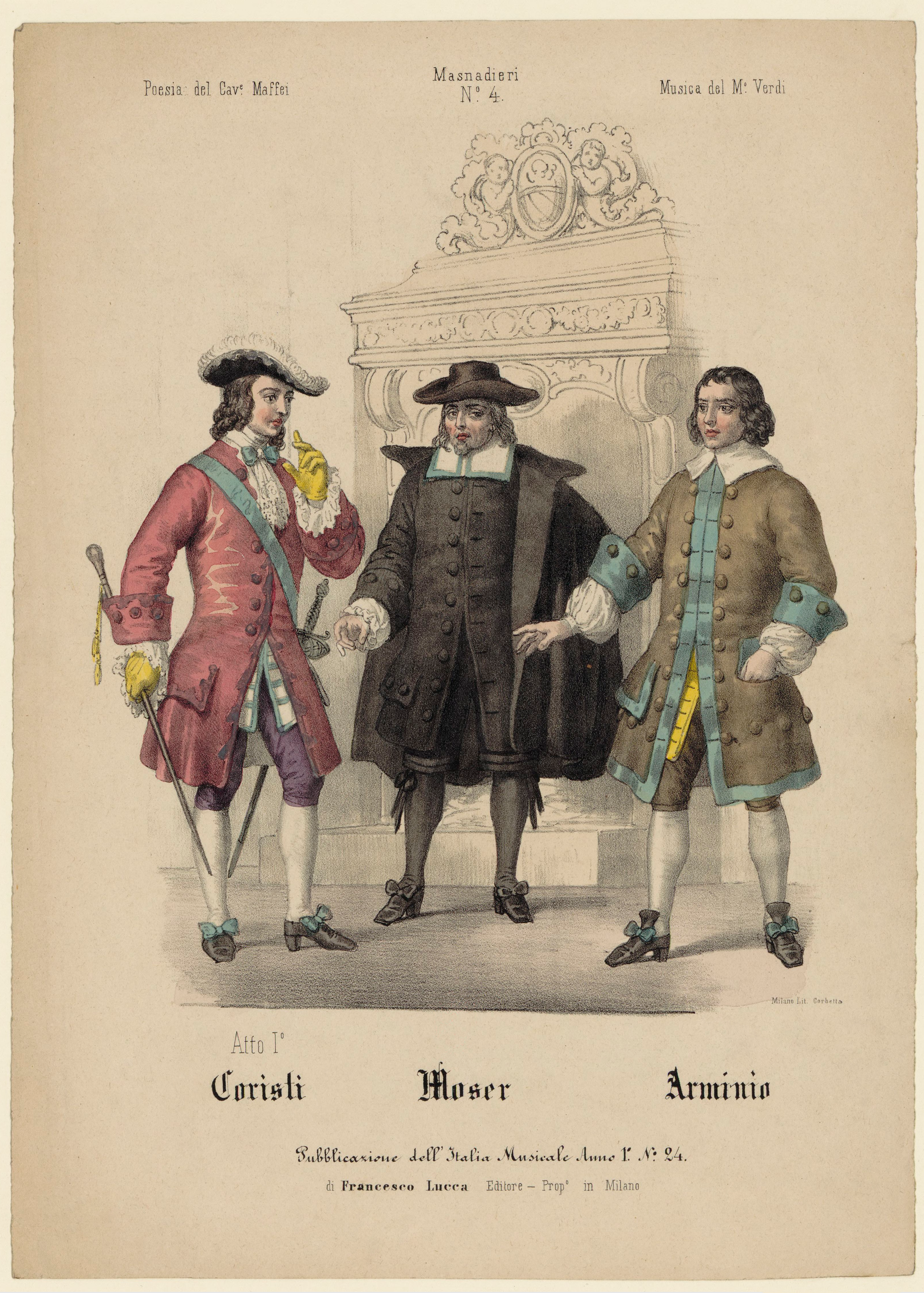
Kostüme für den ersten Akt

Erstes Bild. Schänke an der sächsischen Grenze
Nach einem Vorspiel beginnt die erste Szene. Carlo Moor, der älteste Sohn des Grafen Massimiliano, hat sich nach einem Zerwürfnis mit seinem Vater einer Räuberbande angeschlossen. Er ist dieses Lebens überdrüssig und hofft auf die Verzeihung seines Vaters, um in die Heimat zurückkehren und seine Braut Amalia wiederzusehen. Stattdessen erhält er einen Brief seines intriganten Bruders Francesco, der ihm im Falle einer Rückkehr statt der Verzeihung des Vaters Gefangenschaft im Turm androht. In seiner Verzweiflung schließt sich Carlo endgültig den Räubern an und lässt sich zum Hauptmann wählen. Die Räuber geloben ihm Treue.
Zweites Bild. Schloss des Grafen Moor in Franken
Francesco, Carlos jüngerer Bruder, triumphiert in einer Szene mit anschließender Arie, dass es ihm gelungen ist, mit einem gefälschten Brief seinen Bruder auszuschalten. Er plant, auch seinen alten Vater, den Grafen Massimiliano, zu beseitigen. Arminio soll ihm dabei helfen, indem er dem alten Grafen vorlügt, dass Carlo in einer Schlacht bei Prag gefallen ist.
Drittes Bild. Ein Schlafraum im Schloss
Amalia, die Nichte des Grafen, wacht über den schlafenden Massimiliano und beklagt in einer Szene und Cavatine die Verbannung ihres Verlobten. Unterdessen träumt der alte Graf von Carlo, dem er längst verziehen hat. Im anschließenden Finale treten Francesco und Arminio auf. Nach der Nachricht, dass Carlo in einer Schlacht gefallen ist und noch im Tode die mangelnde Versöhnungsbereitschaft seines Vaters beklagte, verzweifelt Massimiliano und fällt in Ohnmacht. Francesco, der wie Amalia an seinen Tod glaubt, triumphiert, dass er nun der Herr ist.

### Zweiter Akt
Erstes Bild. Gelände bei der Schlosskapelle
Amalia, die sich von einem Bankett davongeschlichen hat, betet vor einem Grabmal, auf dem Massimilianos Name eingemeißelt ist, um Trost bei dem vermeintlich Toten zu finden. Währenddessen ertönen aus dem Inneren des Schlosses Trinklieder. Arminio, von Reue geplagt, kommt hinzu und teilt ihr mit, dass sowohl Carlo als auch der alte Graf noch leben. Während sie in Liebe an Carlo denkt, eilt Arminio fort.
Francesco tritt hinzu und versucht, Amalia für sich zu gewinnen, wird aber von ihr abgewiesen. Daraufhin droht er ihr an, sie mit Gewalt zurückzuhalten und zu seiner Maitresse zu machen. Sie entreißt ihm seinen Dolch, um ihn damit zu erstechen. Francesco kann entkommen und schwört Rache.
Zweites Bild. Böhmische Wälder bei Prag
Rolla wurde gefangen genommen, konnte aber im letzten Moment nach einem Angriff der Räuber auf dem Pulverturm durch Carlo vom Galgen befreit werden. Die Räuber jubeln. Nachdem sich die Räuber im Wald zerstreut haben, beklagt Carlo in einer Szene und Romanze sein verbrecherisches Leben und den Verlust Amalias. Im anschließenden Finale II eilen die Räuber erschreckt hinzu und berichten, dass sie von Soldaten umzingelt sind. Carlo befiehlt, dass sie vereinigt eine Bresche schlagen und um ihr Leben kämpfen sollen.

### Dritter Akt
Erstes Bild. Gelände in der Nähe des gräflichen Schlosses
Die Räuber konnten den Soldaten entkommen und lagern in der Nähe des Schlosses.
Amalia, die Francesco entfliehen konnte, hört die Stimmen der Räuber und glaubt sich verloren. In diesem Moment tritt Carlo hinzu, der sich ihr zu erkennen gibt, aber verschweigt, was aus ihm geworden ist. Beide gestehen sich ihre Liebe.
Zweites Bild. Im Wald bei den Ruinen eines Burgverlieses
Nach einem Chor der Räuber beginnt das Finale III. Carlo tritt auf und wird von den Räubern begrüßt. Sie legen sich zur Ruhe, und Carlo überlegt, seinem Leben ein Ende zu setzen. Da tritt Arminio auf, um dem alten Grafen, der nach seiner Ohnmacht durch seinen Sohn Francesco gefangen gesetzt und für tot erklärt wurde, durch das Gitter Nahrung zu bringen. Carlo hört die Stimme seines Vaters und erschrickt. Nachdem er seinen Vater aus dem Verlies befreit hat, erfährt er von Francescos ungeheuerlichen Taten. Carlo schwört zusammen mit den Räubern Rache.

### Vierter Akt
Erstes Bild. Zimmerflucht im Schloss
Gefangen von einem Alptraum, stürzt Francesco in das Zimmer und singt voller Entsetzen „Tradimento! … Risorgono i defunti …“ („Verraten … Die Toten stehen auf! …“) Als Arminio hinzutritt, erzählt Francesco seinen Traum vom Jüngsten Gericht, in dem er wegen der Schuld an seinem Vater ewig verdammt wird. Pfarrer Moser, der hinzutritt, klagt ihn des Vater- und Brudermordes an. Als Francesco von Arminio hört, dass sich eine wilde Horde dem Schloss nähert und Schreie verkünden, dass bereits das Bollwerk zerstört ist, verlangt er von Moser die Absolution. Dieser verweigert sie, ebenso wie Gottes Vergebung.
Zweites Bild. Im Wald bei den Ruinen des Burgverlieses
Carlo bittet seinen Vater, der ihn nicht wiedererkannt hat, um seinen Segen. Mit dem Auftritt mehrerer Räuber, einer großen Szene und einem Terzett beginnt das Finale IV. Francesco konnte entfliehen, während die Räuber Amalia heranschleppen. Sie wendet sich Hilfe suchend an Carlo. Carlo verzweifelt, gibt sich seinem Vater zu erkennen und gesteht, der Hauptmann der Räuber zu sein. Amalia will trotzdem bei Carlo bleiben und bekennt ihre Liebe. Auch der sterbende alte Graf erhebt noch einmal seine Stimme. In diesem Moment bestürmen die Räuber Carlo, erinnern ihn an seine Eide und werfen ihm Verrat vor. Amalia bittet Carlo um ihren Tod. Carlo ersticht sie, um sie nicht an sein ehrloses Leben zu binden, und verlässt die Räuber, um sich den Gerichten zu stellen.

## Gestaltung

### Instrumentation
Die Orchesterbesetzung der Oper enthält die folgenden Instrumente:
- Holzbläser: Piccoloflöte, Flöte, zwei Oboen, zwei Klarinetten, zwei Fagotte
- Blechbläser: vier Hörner, zwei Trompeten, drei Posaunen, Cimbasso
- Pauken, Schlagzeug: Große Trommel, Becken
- Harfe
- Streicher

### Libretto
Die Handlung der Oper folgt weitgehend der literarischen Vorlage, wobei der Librettist Maffei bei den Arien eine gereimte Fassung erstellte und die Anzahl der Personen reduzierte. So wurden bei der Räuberbande die verschiedenen Rollen wie Spiegelberg, Schweizer und Grimm in der Gestalt des Rolla (Roller) zusammengefasst oder stellvertretend durch den Chor übernommen. Auch Maximilians Diener Daniel entfiel und wurde mit Arminio (Hermann) zu einer Person verschmolzen.

### Musikalische Einordnung
Stilistisch gehört das Werk noch Verdis Frühphase an, zeigt aber nach dem Verdi-Biographen Julian Budden bereits „eine wachsende Meisterschaft der melodischen Erfindung“. Die Melodien entwickeln sich aus kurzen rhythmischen Figuren, die „Variationen und Weiterentwicklungen ermöglichen“. Die Gesangspartie der Amalia, die auf das Stimmvolumen von Jenny Lind zugeschnitten war, ist ähnlich wie die der Gilda im Rigoletto im oberen und mittleren Sopranbereich angesiedelt. Die Rolle des Intriganten Francesco kommt im zweiten Bild des ersten Aktes bei seinem ersten Auftritt in seiner Szene mit anschließender Arie verstärkt zum Ausdruck und gibt „flüchtige Vorahnungen“ auf den Jago im Otello.

## Werkgeschichte
Die Oper war ein Auftragswerk für das königliche Opernhaus am Haymarket, das seit 1842 von dem Impresario Benjamin Lumley geleitet wurde. Nachdem Verdis Oper Ernani im Jahre 1845 in London aufgeführt worden war, wurde dieses Werk trotz des Verrisses durch die Londoner Kritiker ein Publikumserfolg. Daraufhin nahm Lumley erstmals Kontakt mit Verdi auf. Dieser suchte lange nach einem geeigneten Stoff, wobei er auch an King Lear dachte, ein Projekt, das er immer wieder plante, aber nie durchführte. Ebenso befasste sich Verdi mit Lord Byrons The Corsair, wozu er bereits einige musikalische Skizzen machte. Als Verdi jedoch bei einem Erholungsaufenthalt in Recoare den Librettisten und Shakespeare-Übersetzer Andrea Maffei kennenlernte, überredete ihn dieser zu Macbeth und zu Schillers Drama Die Räuber, wozu Maffei das Libretto schrieb. Eigentlich sollten Die Räuber in Florenz uraufgeführt werden, da dort aber kein geeigneter Tenor zur Verfügung stand, bestimmte Verdi I masnadieri für London und seine Oper Macbeth für Florenz.
Verdi hatte seine Zusage für London von einer erstklassigen Besetzung abhängig gemacht. Tatsächlich gehörte die berühmte Jenny Lind als Amalia zur Uraufführungsbesetzung. Bei der Premiere am 22. Juli 1847 und der zweiten Aufführung dirigierte Verdi selbst „mit dem Stab in der Hand“.
Nach der Uraufführung war das Publikum begeistert, während die Kritiker Vorbehalte äußerten.

## Diskographie (Auswahl)
- I masnadieri mit Montserrat Caballé, Carlo Bergonzi, Piero Cappuccilli, Ruggero Raimondi, Ambrosian Singers, New Philharmonia Orchestra unter Lamberto Gardelli, Philips 1974
- I masnadieri mit Joan Sutherland, Franco Bonisolli, Samuel Ramey, Matteo Manuguerra, Chor und Orchester der Welsh National Opera unter Richard Bonynge, Decca 1982